# Morti nel 1541
| Questa pagina contiene informazioni ricavate automaticamente dalle voci biografiche con l'ausilio del template Bio e di un bot. L'aggiornamento è periodico e automatico e ricostruisce completamente la pagina. Se manca una persona in questa lista, sei pregato di non aggiungerla, ma accertati piuttosto che la sua voce biografica contenga il template Bio e che i dati anagrafici siano correttamente compilati. Se il template Bio manca, inseriscilo tu stesso o, in alternativa, metti l'avviso {{tmp\|Bio}} che ne segnala la mancanza. Se i dati riportati sono sbagliati, correggi direttamente la voce biografica; le modifiche saranno visibili in questa lista entro pochi giorni. Per chiarimenti vedi il progetto biografie. La lista contiene solo le 62 persone che sono citate nell'enciclopedia e per le quali è stato implementato correttamente il template Bio. Pagina aggiornata al 7 gen 2025. |

## Gennaio(3)
- 5 gennaio - Filippo del Palatinato, vescovo cattolico tedesco (n. 1480)
- 14 gennaio - Lupus Hellinck, compositore fiammingo (n. 1493)
- 17 gennaio - Giovanni Spataro, teorico musicale e compositore italiano (n. 1458)

## Marzo(1)
- 13 marzo - François Guillaume de Castelnau-Clermont-Ludève, cardinale e arcivescovo cattolico francese (n. 1480)

## Aprile(5)
- 8 aprile - Fernando de Rojas, scrittore spagnolo (n. 1465)
- 12 aprile - Georges de Selve, vescovo cattolico francese (n. 1508)
- 20 aprile - Giacomo Stuart, principe scozzese (n. 1540)
- 24 aprile - Celio Calcagnini, umanista, diplomatico e astronomo italiano (n. 1479)
- 29 aprile - Johann Gramann, teologo tedesco (n. 1487)

## Maggio(4)
- 21 maggio - Chiara Fancelli,  italiana
- 21 maggio - Johann Fabri, vescovo cattolico tedesco (n. 1478)
- 23 maggio - Urbanus Rhegius, scrittore tedesco (n. 1489)
- 27 maggio - Margaret Pole (n. 1473)

## Giugno(2)
- 26 giugno - Martín de Alcantara, esploratore spagnolo
- 26 giugno - Francisco Pizarro, condottiero spagnolo

## Luglio(7)
- 3 luglio - Cesare Fregoso, condottiero, letterato e diplomatico italiano
- 3 luglio - Antonio Rincon, diplomatico spagnolo
- 4 luglio - Pedro de Alvarado, condottiero spagnolo
- 6 luglio - Girolamo Ghinucci, cardinale e vescovo cattolico italiano (n. 1480)
- 22 luglio - Gregorio Amaseo, umanista italiano (n. 1464)
- 22 luglio - Federigo Fregoso, cardinale, arcivescovo cattolico e generale italiano
- 28 luglio - Leonard Grey, I visconte Grane, nobile e politico inglese (n. 1478)

## Agosto(7)
- 10 agosto - Hōjō Ujitsuna, militare giapponese (n. 1487)
- 18 agosto - Enrico IV di Sassonia, nobile tedesco (n. 1473)
- 19 agosto - Vincenzo Cappello, militare italiano (n. 1469)
- 22 agosto - Mạc Thái Tổ, imperatore vietnamita (n. 1483)
- 25 agosto - Wilhelm von Roggendorf, militare austriaco (n. 1481)
- 28 agosto - Gianvincenzo Carafa, cardinale e arcivescovo cattolico italiano (n. 1477)
- 29 agosto - Jean Codure, gesuita francese (n. 1508)

## Settembre(3)
- 2 settembre - Gül Baba, poeta ottomano
- 24 settembre - Paracelso, medico, alchimista e astrologo svizzero (n. 1493)
- 29 settembre - Tommaso Diplovatazio, giurista bizantino (n. 1468)

## Ottobre(3)
- 13 ottobre - Pedro Gómez Sarmiento de Villandrando, cardinale e arcivescovo cattolico spagnolo (n. 1478)
- 16 ottobre - Giovanni Battista de Tassis, nobile (n. 1470)
- 18 ottobre - Margherita Tudor, principessa britannica (n. 1489)

## Novembre(2)
- 11 novembre - Vicente de Valverde, vescovo cattolico spagnolo (n. 1498)
- 30 novembre - Amago Tsunehisa, militare giapponese (n. 1458)

## Dicembre(4)
- 10 dicembre - Thomas Culpeper,  inglese
- 10 dicembre - Francis Dereham,  inglese
- 15 dicembre - Giovanna van der Gheynst (n. 1500)
- 24 dicembre - Andrea Carlostadio, teologo tedesco

## Senza giorno specificato(21)
- David Reubeni, attivista arabo (n. 1490)
- Francesco da Montereale, pittore italiano
- Gazi-Husrev Beg, militare e funzionario ottomano (n. 1484)
- Hernando de Alarcón, esploratore spagnolo (n. 1500)
- Amago Hisayuki, militare giapponese
- Francesco Arcano, ingegnere e architetto italiano
- Paolo Borgasio, vescovo cattolico e giurista italiano (n. 1466)
- Alberto Bruno da Asti, giurista, avvocato e politico italiano (n. 1467)
- Volfango Capitone, teologo tedesco (n. 1478)
- Jean Clouet, pittore fiammingo (n. 1480)
- Melchor Díaz, esploratore spagnolo
- Giovanni Guidiccioni, poeta e vescovo cattolico italiano (n. 1500)
- Severo Ierace, pittore italiano
- Lorenzo Lotti, scultore, orafo e architetto italiano (n. 1490)
- Stanisław Samostrzelnik, pittore e monaco cristiano polacco
- Simone I Sanclemente, nobile e politico italiano
- Juan de Valdés, teologo e scrittore spagnolo (n. 1505)
- Anton Woensam von Worms, pittore e incisore tedesco
- Margaret Wotton (n. 1487)
- Costanza d'Avalos, nobile spagnola (n. 1460)
- Francesco II de La Trémoille, nobiluomo francese (n. 1505)